# Natural Color System

Le tre paia di colori opposti su cui si basa il sistema NCS: bianco-nero, verde-rosso, e giallo-blu.

Il Natural Colour System (NCS) è un modello di colore percettivo proprietario. Si basa sulla teoria dell’opponenza cromatica, proposta per la prima volta dal fisiologo tedesco Ewald Hering nel 1915, e sulle coeve formulazioni del pittore americano Albert Henry Munsell. 
La versione attuale di NCS è stata sviluppata dallo Swedish Color Center Foundation a partire dal 1964 in poi. Il gruppo di ricerca era composto da Anders Hård, Lars Sivik e Gunnar Tonnquist, che nel 1997 hanno ricevuto il premio AIC Judd per il loro lavoro.
Il sistema si basa interamente sulla percezione umana dei colori e non sulla loro mescolanza. È illustrato da un atlante a colori, commercializzato da NCS Color AB, che codifica le 1950 tonalità ufficiali del sistema.

## Le basi di NCS
NCS afferma che ogni stimolo visivo può essere descritto in base al grado di somiglianza con sei colori elementari, definiti elementari in quanto non associabili a livello percettivo ad alcun altro colore, come proposto dalla teoria dell’opponenza cromatica: bianco, nero, rosso, giallo, verde e blu.
Le ultime quattro sono chiamate anche tonalità uniche. Tutti gli altri colori sono considerati percezioni composite, vale a dire esperienze che possono essere definite in termini di somiglianza con i sei colori elementari. Per esempio. Un rosa saturo potrebbe essere definito dalla sua somiglianza visiva con il rosso, il blu, il bianco e il nero.
I colori NCS sono definiti da tre valori, espressi in percentuali, specificando il grado di oscurità (somiglianza visiva relativa al colore elementare nero), cromaticità (somiglianza visiva relativa al colore "più forte", più saturato, che si possa pensare), e la tonalità (relativa somiglianza a due dei colori elementari cromatici rossi, gialli, verdi e blu, espressa con due percentuali).
Le notazioni NCS complete possono anche essere contrassegnate con una S, che indica che la versione corrente del colore normalizzato NCS è stata utilizzata per specificare il colore.
Due esempi di notazione NCS: le tonalità gialle e blu della bandiera svedese:
- Giallo - NCS S 0580-Y10R (nuance = 5% oscurità, 80% cromaticità, tonalità = 90% giallo + 10% rosso, forte giallo leggermente nerastro con una leggera tonalità arancione)
- Blu - NCS 4055-R95B (nuance = 40% oscurità, 55% cromaticità, tonalità = 5% rosso + 95% blu. Blu abbastanza scuro e medio forte con una leggerissima tonalità violacea)

NCS è già stato adottato come standard di riferimento nazionale in Svezia (dal 1979), Norvegia (dal 1984), Spagna (dal 1994) e Sudafrica.
È anche uno degli standard utilizzati dall'International Color Authority, principale editore di previsioni di tendenza del colore per i mercati di arredamento e tessile.

## Confronti con altri sistemi colore
La differenza più importante tra NCS e la maggior parte degli altri sistemi colore risiede nei loro punti di partenza. Lo scopo di NCS è quello di definire i colori dal loro aspetto visivo. Altri modelli colore, come CMYK ed RGB, si basano sulla comprensione dei processi fisici, sul modo in cui i colori possono essere ottenuti o "realizzati" in diversi supporti.
I meccanismi fisiologici sottostanti coinvolti nell’opponenza cromatica includono le cellule bipolari e gangliali nella retina, che elaborano il segnale proveniente dai coni retinici prima che venga inviato al cervello.
I modelli come RGB sono basati su ciò che accade al livello inferiore del cono retinico e sono pertanto creati per presentare immagini auto-illuminate e dinamiche come quelle mostrate da televisori e degli schermi del computer; Vedi colore additivo.
Il modello NCS, da parte sua, descrive l'organizzazione delle sensazioni di colore come percepito a livello superiore del cervello e a differenza del RGB spiega come l'uomo naturalmente sperimenti e descriva le proprie sensazioni di colore (da qui la parola "naturale" del suo nome).
Più problematico è il rapporto con il modello CMYK che è generalmente visto come una corretta previsione del comportamento dei pigmenti di miscelazione, come sistema di colore sottrattivo. NCS coincide con il CMYK per quanto riguarda il segmento rosso-giallo-rosso del cerchio di colore, ma è diverso da quello visto per i colori primari sottrattivi saturi, magenta e ciano, che sono considerati come sensazioni complesse di rispettivamente un "rossoblu" e di un "verdeblu", mentre il verde è visto non come un mix di colore giallo e ciano, ma come una tonalità unica.
NCS spiega questo asserendo che il comportamento della vernice sia in parte controintuitivo rispetto alla percezione umana. Osservare che il misto di vernice gialla e ciano produce un colore verde, è in contrasto con la percezione umana pura che non sarebbe in grado di rappresentare una tale "gialloblu".
Panoramica dei sei colori di base in Natural Color System con il loro equivalente in esadecimale, sistemi di coordinate RGB e HSV. Tuttavia, si noti che questi codici sono solo approssimativi, poiché la definizione degli elementari NCS si basa sulla percezione e non sulla produzione del colore.
| Color | Color  | Esadecimale | RGB | RGB | RGB | HSV  | HSV  | HSV  |
| ----- | ------ | ----------- | --- | --- | --- | ---- | ---- | ---- |
|       | Bianco | FFFFFF      | 255 | 255 | 255 | —    | 0%   | 100% |
|       | Nero   | 000000      | 0   | 0   | 0   | —    | —    | 0%   |
|       | Verde  | 009F6B      | 0   | 159 | 107 | 160° | 100% | 63%  |
|       | Rosso  | C40233      | 196 | 2   | 51  | 345° | 99%  | 77%  |
|       | Giallo | FFD300      | 255 | 211 | 0   | 50°  | 100% | 100% |
|       | Blu    | 0087BD      | 0   | 135 | 189 | 197° | 100% | 74%  |